# Norwegischer Fußballpokal der Männer 2001
Der norwegische Fußballpokal 2001 (kurz auch NM-Cup 2001 genannt) war die 96. Austragung des Fußballpokalwettbewerbs der Männer. Pokalsieger wurde Vorjahresfinalist Viking Stavanger. Das Team setzte sich im Finale mit 3:0 gegen Bryne FK durch. Der Pokalsieger erhielt das Startrecht im UEFA-Pokal 2002/03.
Alle Begegnungen wurden in einem Spiel entschieden. Bei einem Unentschieden nach Verlängerung wurde der Sieger im Elfmeterschießen ermittelt.

## 1. Runde
| Datum      |                            | Ergebnis              |                      |
| ---------- | -------------------------- | --------------------- | -------------------- |
| 08.05.2001 | Sarpsborg Fotball          | 0:5                   | Kvik Halden FK       |
|            | Rosseland BK               | 0:3                   | Bryne FK             |
|            | Stryn TIL                  | 3:2                   | Tornado FK           |
|            | Nidelv IL                  | 1:1 n. V. (2:4 i. E.) | Ranheim IL           |
|            | Hammerfest FK              | 2:3                   | Alta IF              |
| 09.05.2001 | Navestad IF                | 0:2                   | SK Sprint-Jeløy      |
|            | Østsiden IL                | 2:0                   | Fredrikstad FK       |
|            | Råde IL                    | 2:2 n. V. (5:6 i. E.) | Eik IF Tønsberg      |
|            | Follo Fotball              | 2:3                   | FK Oslo Øst          |
|            | Mercantile/Lambertseter FK | 4:1                   | Bærum SK             |
|            | Haugerud IF                | 1:8                   | Skeid Oslo           |
|            | Grorud IL                  | 0:6                   | Stabæk Fotball       |
|            | SF Grei                    | 1:4                   | Eidsvold Turn        |
|            | Kjelsås IL                 | 3:0                   | Asker Fotball        |
|            | Frigg Oslo FK              | 2:5                   | Lyn Oslo             |
|            | Romerike Fotball           | 3:0                   | Ullern IF            |
|            | Ullensaker/Kisa IL         | 0:3                   | Lørenskog IF         |
|            | Aurskog-Finstadbru SK      | 1:2                   | L/F Hønefoss         |
|            | Galterud IF                | 0:2                   | Kongsvinger IL       |
|            | Nybergsund IL              | 2:1                   | Elverum Fotball      |
|            | Lillehammer FK             | 1:0                   | FK Gjøvik Lyn        |
|            | Ham-Kam                    | 5:0                   | FL Fart              |
|            | FK Toten                   | 0:2                   | Raufoss IL           |
|            | Sør-Aurdal FK              | 0:3                   | Sogndal IL           |
|            | Åmot IF                    | 1:5                   | Lillestrøm SK        |
|            | Kongsberg IF               | 0:3                   | Strømsgodset IF      |
|            | FK Ørn-Horten              | 4:0                   | IL Runar Sandefjord  |
|            | IL Flint                   | 0:3                   | Moss FK              |
|            | Larvik Turn                | 1:5                   | Odd Grenland         |
|            | Tollnes BK                 | 1:3                   | Pors Grenland        |
|            | Urædd FK                   | 0:5                   | Sandefjord Fotball   |
|            | Herkules IF                | 0:5                   | Vindbjart FK         |
|            | Start Kristiansand         | 3:0                   | FK Vigør             |
|            | Lyngdal IL                 | 1:2                   | FK Mandalskameratene |
|            | Staal Jørpeland IL         | 0:6                   | Viking Stavanger     |
|            | FK Vidar                   | 6:0                   | Klepp IL             |
|            | Sandness FK                | 1:2 n. V.             | SK Vard Haugesund    |
|            | FK Haugesund               | 2:0                   | SK Nord Karmøy       |
|            | Stord IL                   | 0:1                   | SK Skjold            |
|            | TIL Hovding                | 1:2                   | Nest-Sotra IL        |
|            | Fyllingen Fotball          | 3:2 n. V.             | IL Gneist            |
|            | Løv-Ham IL                 | 2:0                   | Lyngbø SK            |
|            | Åsane Fotball              | 1:2                   | Fana IL              |
|            | IL Jotun                   | 0:4                   | Brann Bergen         |
|            | Førde IL                   | 2:0                   | Florø SK             |
|            | Stranda IL                 | 0:1                   | Skarbøvik IF         |
|            | Aalesunds FK               | 5:0                   | Spjelkjavik IL       |
|            | Langevåg IL                | 1:3                   | IL Hødd              |
|            | SK Træff                   | 1:3                   | Clausenengen FK      |
|            | Kristiansund FK            | 0:9                   | Molde FK             |
|            | Strindheim IL              | 6:1                   | Tynset IF            |
|            | Kolstad IL                 | 1:6                   | Byåsen Toppfotball   |
|            | Malvik IL                  | 1:7                   | Vålerenga Oslo       |
|            | Levanger FK                | 0:4                   | Verdal IL            |
|            | Steinkjer FK               | 3:0                   | IL Stjørdals-Blink   |
|            | Sandnessjøen IL            | 0:7                   | FK Bodø/Glimt        |
|            | IL Stålkameratene          | 1:2                   | Mo IL                |
|            | FK Fauske/Sprint           | 4:1                   | Steigen SPK          |
|            | Narvik FK                  | 2:1                   | Tromsdalen UIL       |
|            | Harstad IL                 | 6:2                   | FK Lofoten           |
|            | IF Fløya                   | 0:2                   | Skjervøy IK          |
|            | Ramfjord UIL               | 0:8                   | Tromsø IL            |
|            | Finnsnes IL                | 1:3                   | IF Skarp             |
|            | Bossekop UL                | 00:11                 | Rosenborg Trondheim  |

## 2. Runde
| Datum      |                            | Ergebnis              |                    |
| ---------- | -------------------------- | --------------------- | ------------------ |
| 12.06.2001 | FK Oslo Øst                | 3:2 n. V.             | Ham-Kam            |
| 13.06.2001 | Kvik Halden FK             | 2:3                   | Moss FK            |
|            | Østsiden IL                | 0:3                   | Lillestrøm SK      |
|            | SK Sprint-Jeløy            | 1:2                   | Strømsgodset IF    |
|            | Mercantile/Lambertseter FK | 1:6                   | Odd Grenland       |
|            | Lyn Oslo                   | 1:1 n. V. (3:4 i. E.) | Nybergsund IL      |
|            | Lørenskog IF               | 0:4                   | Stabæk Fotball     |
|            | Eidsvold Turn              | 1:2                   | FK Ørn-Horten      |
|            | Raufoss IL                 | 2:1 n. V.             | Lillehammer FK     |
|            | L/F Hønefoss               | 1:0                   | Strindheim IL      |
|            | Eik IF Tønsberg            | 0:2                   | Skeid Oslo         |
|            | Sandefjord Fotball         | 2:5                   | Romerike Fotball   |
|            | Pors Grenland              | 0:2                   | Vålerenga Oslo     |
|            | Vindbjart FK               | 1:6                   | Viking Stavanger   |
|            | FK Mandalskameratene       | 1:3                   | FK Vidar           |
|            | Bryne FK                   | 4:3                   | Fyllingen Fotball  |
|            | SK Vard Haugesund          | 3:5                   | Løv-Ham IL         |
|            | SK Skjold                  | 0:6                   | Brann Bergen       |
|            | Nest-Sotra IL              | 4:3                   | FK Haugesund       |
|            | Fana IL                    | 1:3                   | Start Kristiansand |
|            | Sogndal IL                 | 2:0                   | Clausenengen FK    |
|            | Stryn TIL                  | 0:4                   | Molde FK           |
|            | Skarbøvik IF               | 1:0                   | Kongsvinger IL     |
|            | Rosenborg Trondheim        | 4:0                   | Steinkjer FK       |
|            | Ranheim IL                 | 2:6                   | IL Hødd            |
|            | Byåsen Toppfotball         | 4:2                   | Narvik FK          |
|            | Mo IL                      | 6:1                   | FK Fauske/Sprint   |
|            | Tromsø IL                  | 5:0                   | IF Skarp           |
|            | Skjervøy IK                | 1:3 n. V.             | FK Bodø/Glimt      |
|            | Alta IF                    | 0:1                   | Harstad IL         |
| 20.06.2001 | Aalesunds FK               | 1:0                   | Førde IL           |
|            | Verdal IL                  | 5:4 n. V.             | Kjelsås IL         |

## 3. Runde
| Datum      |                    | Ergebnis              |                     |
| ---------- | ------------------ | --------------------- | ------------------- |
| 27.06.2001 | FK Bodø/Glimt      | 3:0                   | Mo IL               |
|            | Brann Bergen       | 6:1                   | Nest-Sotra IL       |
|            | Harstad IL         | 0:1                   | Tromsø IL           |
|            | IL Hødd            | 2:2 n. V. (4:1 i. E.) | Rosenborg Trondheim |
|            | Løv-Ham IL         | 1:3                   | Sogndal IL          |
|            | Molde FK           | 6:0                   | Skarbøvik IF        |
|            | Moss FK            | 3:1 n. V.             | Romerike Fotball    |
|            | Nybergsund IL      | 1:4                   | Lillestrøm SK       |
|            | Odd Grenland       | 4:1                   | FK Oslo Øst         |
|            | Skeid Oslo         | 1:2                   | Bryne FK            |
|            | Stabæk Fotball     | 3:1                   | Raufoss IL          |
|            | Start Kristiansand | 2:0 n. V.             | Aalesunds FK        |
|            | Strømsgodset IF    | 5:1                   | Verdal IL           |
|            | Viking Stavanger   | 5:0                   | FK Vidar            |
|            | Vålerenga Oslo     | 1:0                   | L/F Hønefoss        |
|            | FK Ørn-Horten      | 2:1                   | Byåsen Toppfotball  |

## 4. Runde
| Datum      |                | Ergebnis  |                    |
| ---------- | -------------- | --------- | ------------------ |
| 18.07.2001 | Brann Bergen   | 5:0       | FK Ørn-Horten      |
| 25.07.2001 | Sogndal IL     | 2:1 n. V. | Start Kristiansand |
|            | Vålerenga Oslo | 2:0       | Moss FK            |
|            | Bryne FK       | 3:2       | Molde FK           |
|            | IL Hødd        | 0:1       | Odd Grenland       |
|            | Tromsø IL      | 2:0       | Stabæk Fotball     |
|            | Lillestrøm SK  | 5:1       | Strømsgodset IF    |
|            | FK Bodø/Glimt  | 1:3       | Viking Stavanger   |

## Viertelfinale
| Datum      |                  | Ergebnis |                |
| ---------- | ---------------- | -------- | -------------- |
| 01.08.2001 | Viking Stavanger | 1:0      | Tromsø IL      |
| 22.08.2001 | Bryne FK         | 3:2      | Vålerenga Oslo |
|            | Lillestrøm SK    | 3:0      | Brann Bergen   |
|            | Odd Grenland     | 2:0      | Sogndal IL     |

## Halbfinale
| Datum      |                  | Ergebnis |               |
| ---------- | ---------------- | -------- | ------------- |
| 23.09.2001 | Bryne FK         | 4:0      | Lillestrøm SK |
|            | Viking Stavanger | 2:1      | Odd Grenland  |

## Finale
| Bryne FK                                    | Bryne FK | Viking Stavanger | Viking Stavanger |
| ------------------------------------------- | --- | --- | ---------------- |
| Bryne FK                                    | \| Finale \| \| 4. November 2001 in Oslo (Ullevaal-Stadion) \| \| Ergebnis: 0:3 (0:1) \| \| Zuschauer: 25.823 \| \| Schiedsrichter: Kjell Alseth \| \| Spielbericht \| | \| Finale \| \| 4. November 2001 in Oslo (Ullevaal-Stadion) \| \| Ergebnis: 0:3 (0:1) \| \| Zuschauer: 25.823 \| \| Schiedsrichter: Kjell Alseth \| \| Spielbericht \| | Viking Stavanger |
| Bryne FK                                    | Roger Eskeland – Anders Friberg (73. Peter Olofsson), Marcus Andreasson, Knut Henry Haraldsen, Ole Hjelmhaug – Pål Håpnes, Jonas Jonsson, Lasse Strand (65. Geir Atle Undheim), Kai Ove Stokkeland (58. Kenneth Giske), Pierre Gallo – Dejan Pavlovic Cheftrainer: Reine Almqvist | Bo Andersen – Bjørn Dahl, Toni Kuivasto, Hannu Tihinen, Thomas Pereira – Tom Sanne (83. Kristian Sørli), Brede Hangeland, Trygve Nygaard, Morten Berre – Jørgen Tengesdal (85. Bjarte Lunde Aarsheim), Erik Nevland (79. Bjørn Berland) Cheftrainer: Benny Lennartsson ( Schweden) | Viking Stavanger |
| Bryne FK                                    | 0:1 Roger Eskeland (4., Eigentor) 0:2 Morten Berre (56.) 0:3 Hannu Tihinen (72.) | | Viking Stavanger |
| Bryne FK                                    | Anders Friberg (62.) | | Viking Stavanger |
| Finale                                      | | |                  |
| 4. November 2001 in Oslo (Ullevaal-Stadion) | | |                  |
| Ergebnis: 0:3 (0:1)                         | | |                  |
| Zuschauer: 25.823                           | | |                  |
| Schiedsrichter: Kjell Alseth                | | |                  |
| Spielbericht                                | | |                  |